# Sant'Angelo in Pontano
Sant'Angelo in Pontano är en ort och kommun i provinsen Macerata i regionen Marche i Italien. Kommunen hade 1 361 invånare (2018) och gränsar till kommunerna Falerone, Gualdo, Loro Piceno, Montappone, Penna San Giovanni och Ripe San Ginesio, San Ginesio.

## Kända personer
- Nikolaus av Tolentino, helgon